# ザ・ローリング・ストーンズ (アルバム)
『ザ・ローリング・ストーンズ』（The Rolling Stones）は、1964年4月に発売されたローリング・ストーンズの第1作目のオリジナル・アルバム。アメリカでは『イングランズ・ニューエスト・ヒットメーカーズ』(England's Newest Hit Makers) のタイトルで発売された。全英1位、全米11位を記録。

## 解説
録音作業はロンドンのリージェント・サウンド・スタジオにおいて、1964年1月2日から3日、1月29日、2月4日、2月25日の5日間で散発的に行われた。当時はまだグループが自作曲の制作に注力していなかった時期であるため、収録された全12曲のうち自作曲は3曲のみで、大部分はグループがデビュー前から演奏していたチャック・ベリーやボ・ディドリー等のカバーで占められている。
ジャケットはニコラス・ケイトがメンバー5人を撮影したカラー写真が使われているが、表側にはアーティスト名やアルバムタイトルが一切記載されておらず、右上部分に"Decca"のロゴが入れられているのみの異例なものだった。裏側に記載されている「ローリング・ストーンズはただのグループではなく、一つの生き方である」の書き出しで始まるライナー・ノーツは、マネージャーのアンドリュー・ルーグ・オールダムによる。
アメリカではイギリスより1ヵ月半ほど遅れて、『イングランズ・ニューエスト・ヒットメーカーズ』のタイトルで発売された。アメリカ盤ではイギリス盤の「Mona (I Need You Baby)」が削除され、代わりにアメリカでのデビュー・シングルとなった「ノット・フェイド・アウェイ」が収録された。カバー・デザインはイギリス盤と変わらないが、表ジャケットにはアーティスト名と題が大きく入れられた。アメリカではモノラルとステレオの両盤が製作されている。日本では同年12月にキングレコードからリリース。カバー写真は英・米盤と同じだが、ジャケット左上にアーティスト名が青い文字で入れられている。尚、当時の邦題は『これがリヴァプール・サウンドの決定盤!! ザ・ローリング・ストーンズ』だった。

## 評価
イギリスではビートルズの『ウィズ・ザ・ビートルズ』に代わって5月2日から12週間連続で1位を保持した。アメリカでは8月22日付の11位が最高位となっている。
本作は「ファンタスティックで素晴しい」とした『ニュー・ミュージカル・エクスプレス』をはじめ、多数のプレスから賞賛されたが、『メロディ・メイカー』誌など一部の批評家からは「鼻持ちならない」などと批判された。ビル・ワイマンは「俺達は音楽誌や全国紙からインタビューを受けて、このアルバムが大切な一里塚であることを悟った」と自著に綴っている。

## 再発
1986年の初CD化の際、アブコ・レコードはアメリカ盤を採用したため、イギリス盤は最終プレス分を最後に廃盤状態となっている（ただし、'80年代後半に日本やドイツなど一部の国でCD化されている）。英国での2作目となる『ザ・ローリング・ストーンズ No.2』も同様に廃版となっている。2002年には米国盤が新たにリマスタリングされ、SACDとのハイブリッドCDとしてデジパック仕様で再発された。
2011年、英・米国盤ともにハイレゾリューション・デジタル配信で再発された。2016年、デッカ時代のオリジナルアルバムのモノラル版を復刻したボックス・セット『ザ・ローリング・ストーンズ MONO BOX』で再びCD化された。

## 収録曲

### イギリス盤

#### SIDE A
1. ルート66 - "Route 66" (Bobby Troup) 2:20
2. 恋をしようよ - "I Just Want to Make Love to You" (Willie Dixon) 2:17
3. オネスト・アイ・ドゥ - "Honest I Do" (Jimmy Reed) 2:09
4. モナ - "Mona (I Need You Baby)" (Ellas McDaniel) 3:33
5. ナウ・アイヴ・ゴット・ア・ウィットネス - "Now I've Got a Witness" (Nanker Phelge) 2:29
6. リトル・バイ・リトル - "Little by Little" (Nanker Phelge/ Phil Spector) 2:39

#### SIDE B
1. キング・ビー - "I'm a King Bee" (James Moore) 2:35
2. かわいいキャロル - "Carol" (Chuck Berry) 2:33
3. テル・ミー - "Tell Me" (Mick Jagger/ Keith Richard) 3:48
4. キャン・アイ・ゲット・ウィットネス - "Can I Get a Witness" (Brian Holland/ Lamont Dozier/ Eddie Holland) 2:55
5. ユー・キャン・メイク・イット・イフ・ユー・トライ - "You Can Make It If You Try" (Ted Jarrett) 2:01
6. ウォーキング・ザ・ドッグ - "Walking The Dog" (Rufus Thomas) 3:10

### アメリカ盤

#### SIDE A
1. ノット・フェイド・アウェイ - "Not Fade Away" (Buddy Holly/ Norman Petty)
2. ルート66 - "Route 66"
3. 恋をしようよ - "I Just Want to Make Love to You"
4. オネスト・アイ・ドゥ - "Honest I Do"
5. ナウ・アイヴ・ゴット・ア・ウィットネス - "Now I've Got a Witness"
6. リトル・バイ・リトル - "Little by Little"

#### SIDE B
1. キング・ビー - "I'm a King Bee"
2. かわいいキャロル - "Carol"
3. テル・ミー - "Tell Me"
4. キャン・アイ・ゲット・ウィットネス - "Can I Get a Witness"
5. ユー・キャン・メイク・イット・イフ・ユー・トライ - "You Can Make It If You Try"
6. ウォーキング・ザ・ドッグ - "Walking the Dog"

## 参加ミュージシャン
ローリング・ストーンズ
- ミック・ジャガー - リード&バッキングボーカル、パーカッション、ハーモニカ（#6、#7）
- キース・リチャーズ - ギター、バッキングボーカル、
- ブライアン・ジョーンズ - ギター、バッキングボーカル、ハーモニカ、パーカッション
- ビル・ワイマン - ベース、バッキングボーカル
- チャーリー・ワッツ - ドラムス、パーカッション

ゲスト・ミュージシャン
- イアン・スチュワート - ピアノ、オルガン
- フィル・スペクター - マラカス（#6）
- ジーン・ピットニー - ピアノ（#6）